# Рупса
Рупса (бенг. রূপসা, англ. Rupsa) — город на юго-западе Бангладеш, административный центр одноимённого подокруга.